# Highland (Washington)
Highland az Amerikai Egyesült Államok északnyugati részén, Washington állam Benton megyéjében elhelyezkedő önkormányzat nélküli és egykori statisztikai település. A 2000. évi népszámláláskor 3388 lakosa volt.

## Népesség
A település népességének változása:

| 1990 | 3 656 |
| 2000 | 3 388 |